# 고반 (주화)

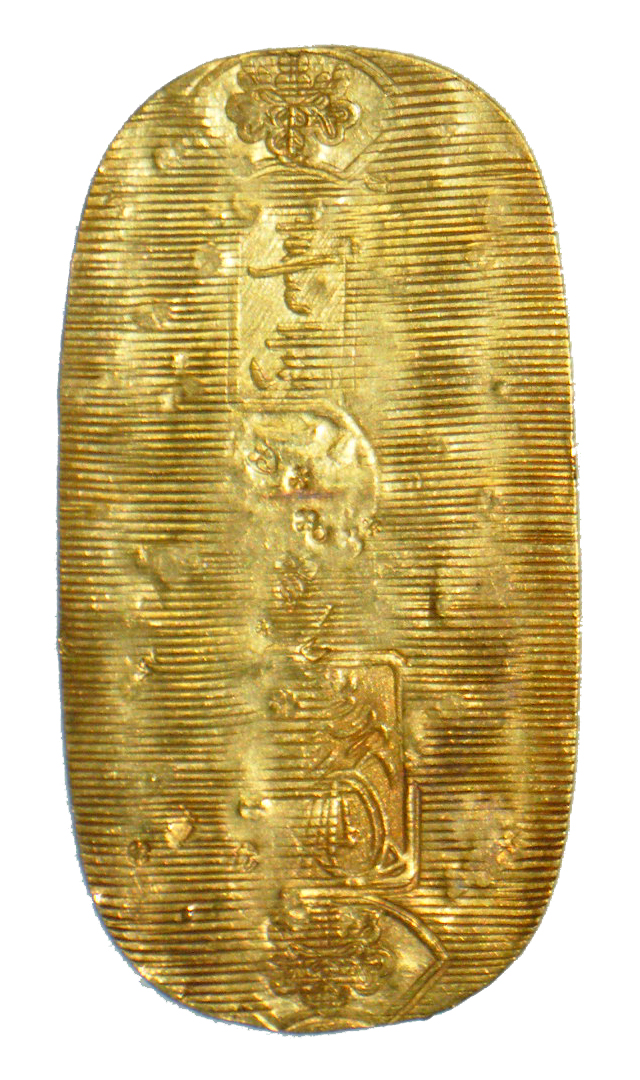
고반

고반(小判) 일본 에도 시대에 유통한 금화의 일종이다. 1868년 메이지 유신과 함께 유럽 통화 시스템을 기반으로 새로운 주화가 유통되었으며 고반은 중단되었다.